# Konrad von Wangenheim
Konrad Freiherr von Wangenheim (20 agosto 1909 – Volgograd, 28 gennaio 1953) è stato un cavaliere tedesco.

## Competizioni sportive
Alle Olimpiadi di Berlino del 1936, vinse la medaglia d'oro nel concorso completo di equitazione a squadre e si classificò 24º nella competizione individuale.
Durante la gara di cross-country del 15 agosto, era caduto con il suo cavallo Kurfürst al quarto ostacolo fratturandosi la clavicola sinistra. Nonostante l'infortunio, era risalito in sella concludendo il percorso. Con il braccio trattenuto da una fascia, gareggiò il giorno successivo nella gara a squadre, riuscendo a finire in tempo, nonostante un'altra caduta di cavaliere e cavallo, così da permettere alla squadra tedesca di aggiudicarsi la medaglia d'oro. Il fatto è ripreso nel film celebrativo Olympia del 1938 di Leni Riefenstahl.

## Carriera militare
Von Wangenheim divenne capitano (Rittmeister) dell'8º Reggimento di cavalleria (Reiter-Regiment 8) di stanza a Brzeg in Slesia. Nel luglio del 1944, in servizio come ufficiale dell'Esercito tedesco sul fronte orientale durante la seconda guerra mondiale, venne fatto prigioniero dai Sovietici. Dopo aver trascorso vari anni come prigioniero di guerra in Unione Sovietica, mentre era in attesa del rimpatrio in Germania, nel 1953 venne trovato impiccato a Stalingrado. Potrebbe trattarsi di suicidio.
Era il padre del fotografo di moda Chris von Wangenheim.

## Palmarès

### Olimpiadi
- Oro a Berlino 1936 nel concorso completo a squadre.